# بن صهيون ستيرنبيرغ
بين-زيون ستيرنبيرغ هو محامي ووكيل نيابة وسياسي إسرائيلي، ولد في 26 مايو 1894 في تشيرنوفتسي في أوكرانيا، وتوفي في 31 مايو 1962. انتخب عضو الكنيست ‏.